# 曹光华
曹光华（1954年9月—），安徽泾县小岭人，是中国宣纸艺术师 、造纸工程师、人类非物质文化遗产-宣纸制作技艺项目代表性传承人，现为中国文房四宝协会副会长，安徽省文史研究馆特约研究员。曾为中国书画家刘海粟、吴作人、赖少其、刘大为、韩美林、范曾、冯大中、方楚雄、刘文西、崔子范等定制过专用宣纸。2008年曹光华赴清华大学美术学院学习，结业于首期中国文房四宝高级艺术人才研修班。，2012年担任国家哲学社会科学《中国宣纸传统制作技艺抢救性挖掘整理研究》（10&ZD084）子课题负责人。